# Saint-Sauveur-Villages
Saint-Sauveur-Villages es una comuna nueva francesa situada en el departamento de Mancha, de la región de Normandía.

## Historia
Fue creada el 1 de enero de 2019, en aplicación de una resolución del prefecto de Mancha de 26 de diciembre de 2018 con la unión de las comunas de Ancteville, La Ronde-Haye, Le Mesnilbus, Saint-Aubin-du-Perron, Saint-Michel-de-la-Pierre, Saint-Sauveur-Lendelin y Vaudrimesnil, pasando a estar el ayuntamiento en la antigua comuna de Saint-Sauveur-Lendelin.

## Demografía
Según los datos aportados en la resolución del prefecto de Mancha, la comuna se crea con 3690 habitantes.

## Composición
| Comuna fusionada          | Código INSEE | Población (2016) | Superficie (km²) | Densidad (hab./km²) |
| ------------------------- | ------------ | ---------------- | ---------------- | ------------------- |
| Ancteville                | 50007        | 250              | 7.74             | 32                  |
| La Ronde-Haye             | 50438        | 355              | 6.67             | 53                  |
| Le Mesnilbus              | 50308        | 334              | 4.98             | 67                  |
| Saint-Aubin-du-Perron     | 50449        | 244              | 7.62             | 32                  |
| Saint-Michel-de-la-Pierre | 50524        | 215              | 4.25             | 51                  |
| Saint-Sauveur-Lendelin    | 50550        | 1712             | 16.39            | 104                 |
| Vaudrimesnil              | 50622        | 458              | 6.05             | 76                  |